# Marius Mally
Marius Mally (angleško Peter Pettigrew, vzdevek Glistorepy) je eden izmed karakterjev v knjigi Harry Potter. Je eden izmed Jedcev smrti, ki pa izda Harryjeve starše. Je tudi mag, to pomeni, da se zna spremeniti v žival - podgano. Z njegovo pomočjo Mrlakenstein v 4. knjigi znova pride med žive. Marius Mally ostane njegov služabnik do svoje smrti v 7. knjigi.